# Nordenstamia repanda
Nordenstamia repanda là một loài thực vật có hoa trong họ Cúc. Loài này được (Wedd.) Lundin mô tả khoa học đầu tiên năm 2006.